# 西伊塔普昂
09°12′18″S 63°10′48″W / 9.20500°S 63.18000°W
西伊塔普昂（葡萄牙語：Itapuã do Oeste），是巴西的城鎮，位於該國西北部，由朗多尼亞州負責管轄，始建於1992年2月13日，面積4,081平方公里，2010年人口8,566，人口密度每平方公里2.1人。